# Edmond Jouhaud
Edmond Jules René Jouhaud, né le 2 avril 1905 à Bou-Sfer (Algérie française) et mort le 4 septembre 1995 à Royan, est un général d'armée français. Il participe au putsch d'Alger d'avril 1961 puis à l'Organisation de l'armée secrète (OAS), ce qui lui vaut une condamnation à mort puis une grâce présidentielle en 1962. Il est amnistié en 1968.

## Biographie

### Origine
Né de parents instituteurs, à Bou-Sfer (future base aérienne française), près d’Oran en Algérie, il est le benjamin d'une famille de six enfants, dont les grands parents originaires de Limoges se sont établis en 1870 en Algérie, colonisée par la France depuis 1830. Il fait ses études primaires à Oran puis obtient le baccalauréat au lycée Lamoricière d'Oran.

### Carrière militaire
Edmond Jouhaud entre à Saint-Cyr en 1924 ; il en sort en 1926 et est affecté au 35e régiment d’aviation. Il sert de 1930 à 1932 en Afrique Occidentale Française (A.O.F.). Promu capitaine en 1935, il sert de nouveau en A.O.F. jusqu’en 1937. Admis en 1938 à l’École supérieure de guerre aérienne, il est promu commandant le 3 septembre 1939. Affecté à l’état-major des forces aériennes et des forces terrestres antiaériennes du nord-est, il prend par la suite le commandement d’un groupe aérien de reconnaissance. Affecté en 1942 au cabinet militaire du Secrétaire d’État à l’aviation, il est placé en 1943, sur sa demande, en congé d’armistice. Après avoir tenté sans succès de rejoindre l’Angleterre, il entre dans la résistance, dans la région de Bordeaux, sous les ordres du général Revers, chef de l’Organisation de résistance de l'Armée (O.R.A.), comme chef de la région bordelaise.

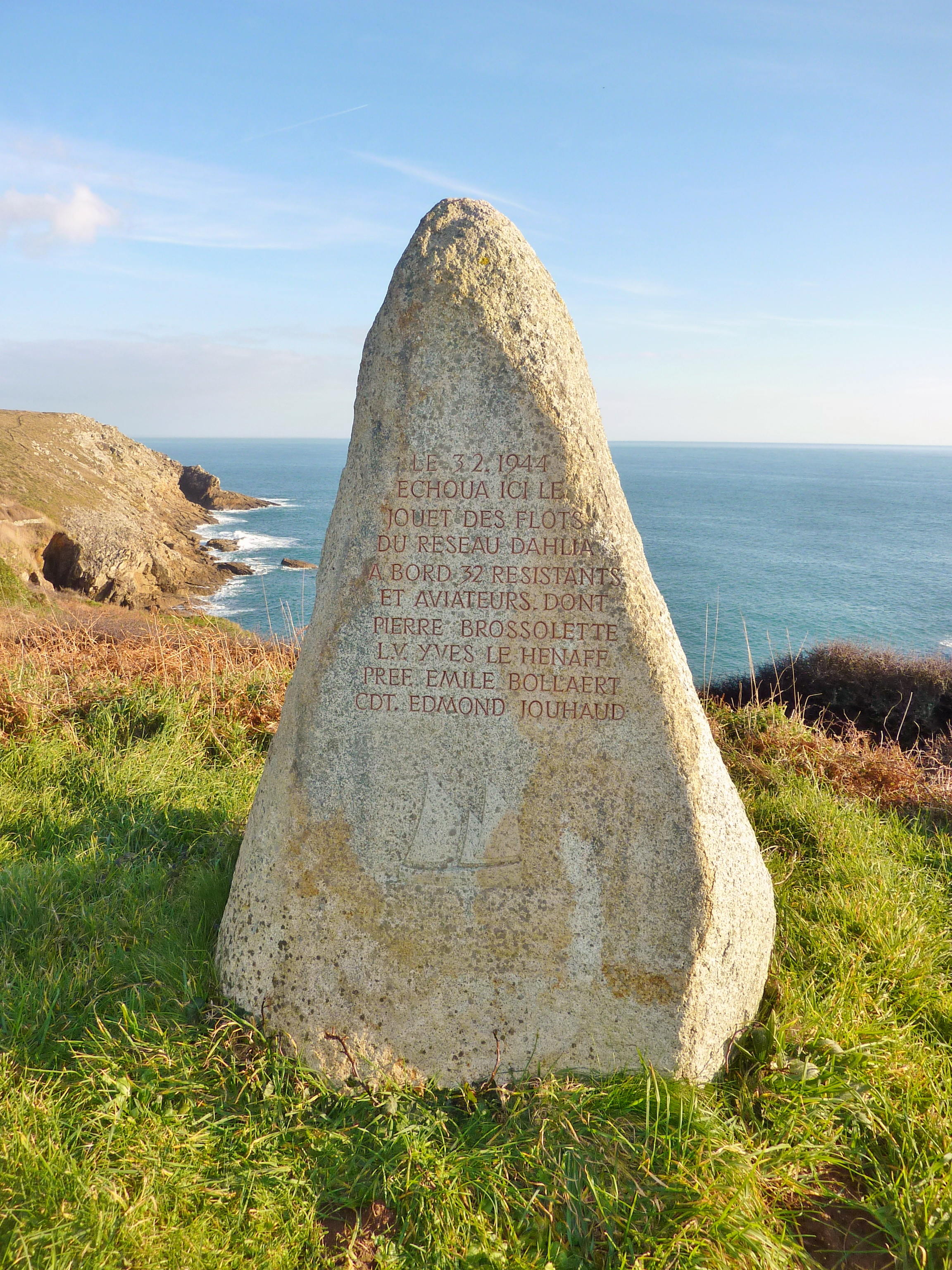
Plogoff : monument commémoratif de l'échouage du Jouet des Flots le 3 février 1944 à Feunteun Aod.

En février 1944, il fait une nouvelle tentative pour rejoindre l'Angleterre, depuis l'Île-Tudy, à bord du navire Le Jouet des Flots, à l'issue de laquelle Emile Bollaert, Pierre Brossolette et Yves Le Hénaff sont faits prisonniers,. Commandant des FFI situés au sud de la Gironde, fin août 1944. Rappelé en activité en novembre 1944, il prend le commandement du groupe aérien spécial 1/36, puis est affecté au commandement des transports aériens militaires. Colonel en 1946, il est sous-chef d’état-major de l’air en 1947 et est appelé au commandement de l’armée de l’air en Tunisie en 1948.
Promu général de brigade aérienne en 1949, il commande les forces aériennes tactiques en Afrique du nord, puis l'école des mécaniciens de l’armée de l'air. En 1951, il est nommé commandant de la 1re région aérienne, puis désigné auditeur au Centre des hautes études militaires. En 1952, il est nommé commandant de la 1re division aérienne puis commandant des forces aériennes françaises en Allemagne.
En 1954, promu général de division aérienne, il dirige l'armée de l'air en Indochine dans le contexte de la dernière année de la guerre d'Indochine. De retour en métropole, il est nommé major général de l’armée de l’air puis, le 1er février 1955, chef d’état-major des forces de l’armée de l’air. Il est promu général de corps aérien en 1956. Il prend le commandement de la 5e région aérienne en Algérie en 1957, au temps de la guerre d'Algérie, et devient adjoint interarmées au général Salan, commandant supérieur interarmées en Algérie.
Après le putsch d'Alger du 13 mai 1958, il devient vice-président du Comité de salut public Algérie-Sahara, où il joue un rôle modérateur.
Général d’armée aérienne en 1958, il est nommé en septembre de la même année chef d'état-major de l'Armée de l'air, puis, en 1960, inspecteur général de l’armée de l’air. Ce poste honorifique l'écarte de toute responsabilité et il lui est interdit de se rendre en Algérie. Sur sa demande, il est mis en disponibilité en septembre et devient président d'honneur du Rassemblement national des Français d'Afrique du Nord et d'outre-mer.

### Putsch des généraux et OAS
Partisan de l'Algérie française, il appelle publiquement à voter non au référendum sur l'autodétermination de l'Algérie de janvier 1961 voulu par le général de Gaulle.
Jouhaud est l'un des quatre généraux cinq étoiles organisateurs du coup d’état d’Alger du 22 au 25 avril 1961, avec Challe, Salan et Zeller. Il est le seul pied-noir parmi eux. Après son échec, il est condamné par contumace à la peine de mort le 11 juillet 1961, vit dans la clandestinité et devient l’adjoint du général Salan à la tête de l’OAS, responsable de la région d’Oran.
Il est arrêté le 25 mars 1962 à Oran, amené en métropole et incarcéré à la prison de la Santé. À la suite de son arrestation, le général Jouhaud est remplacé à la tête de l'OAS d'Oranie par le général Paul Gardy.

### Procès, condamnation à mort et grâce présidentielle
Jugé à Paris par un tribunal d'exception, le Haut Tribunal militaire, à partir du 11 avril, il est défendu par deux avocats, Yves Perrussel et Jacques Charpentier. De nombreux témoins déposent en sa faveur, parmi lesquels la veuve d'Albert Camus. Il est déclaré coupable des cinq chefs d'accusation retenus contre lui et condamné à mort le 13 avril 1962, pour avoir participé au putsch de 1961 mais aussi pour avoir couvert certains assassinats de l'OAS comme celui du lieutenant-colonel Rançon, chef de la sécurité militaire à Oran, même s'il en a désavoué certains lors de son procès. Le général Partiot, qui fut à Saint-Cyr le « binôme » de Jouhaud, refuse de désigner le peloton d'exécution qu'il aurait dû diriger. Edmond Jouhaud échappe finalement de très peu à l’exécution : le général de Gaulle, pourtant désireux de ne pas gracier Jouhaud à la suite du verdict qu'il juge trop clément visant le général Salan (arrêté le 20 avril 1962 et condamné par le Haut Tribunal militaire le 23 mai à la prison à vie), se serait décidé à le gracier après l'intervention de Jean Foyer et en raison des menaces de démission de plusieurs membres du gouvernement (Pierre Sudreau, Valéry Giscard d'Estaing, Louis Joxe, Pierre Messmer, Edgard Pisani) et du nouveau Premier ministre, Georges Pompidou,,. Sa peine de mort est commuée en peine de détention criminelle à perpétuité le 28 novembre 1962, après plus de sept mois passés dans une cellule d'abord à la prison de la Santé au régime pénitentiaire des condamnés à mort, puis au Centre pénitentiaire de Fresnes. Il est alors transféré à la prison de Tulle, à l'instar du général Salan.

### Amnistie
Libéré de la prison de Tulle en décembre 1967, il est amnistié en 1968, et réintégré dans ses grades et prérogatives en 1982 à la suite de la loi du 3 décembre 1982, votée par le Parlement à l'initiative personnelle du président de la République François Mitterrand, contre l'avis de certains parlementaires socialistes. 
Il devient le porte-drapeau des associations de rapatriés, lutte pour l'amnistie et l'indemnisation et publie plusieurs livres justifiant son combat en faveur de l'Algérie française,. Il préside le Comité national des rapatriés et spoliés, formé en 1970 et le Front national des rapatriés, fondé en 1969, qui cherche à unifier tous les groupements de rapatriés mais qui coexiste cependant avec d'autres associations comme l'Association nationale des Français d'Afrique du Nord, d'Outre-Mer et de leurs amis (ANFANOMA) et le Rassemblement national des Français d'Afrique du Nord et d'outre-mer (RANFRAN), plus anciennes.
Il meurt en 1995 à 90 ans, dernier survivant du « quarteron de généraux en retraite » (selon la formule du général de Gaulle) responsable du putsch d'avril 1961.

## Décorations
- : Grand Officier de la Légion d'honneur : obtenue en 1952
  -  : Commandeur obtenue en 1947
  -  : Officier obtenue en 1940
  -  : Chevalier obtenue en 1931
- : Croix de guerre 1939-1945,
- : Croix de guerre des TOE,
- : Croix de la Valeur militaire,
- : Médaille de la Résistance,
- titulaire de nombreuses décorations étrangères

## Œuvres
- Histoire de l’Afrique du Nord, Les deux coqs d’or,
- Ô mon pays perdu - De Bou-Sfer à Tulle, Fayard, 1969,
- La vie est un combat - Souvenirs : 1924-1944, Fayard, 1975,
- Ce que je n’ai pas dit - Sakiet, OAS, Évian, Fayard, 1977,
- Youssouf, esclave, mamelouk et général de l’Armée d’Afrique, Robert Laffont, 1980
- Serons-nous enfin compris ?, Albin Michel, 1984 (Lire en ligne le début).

## Toponymie
- Une esplanade du général Jouhaud existe à Saint-Laurent-du-Var (Alpes-Maritimes) depuis 1998. Sur cette esplanade se trouvent notamment la piscine municipale et le collège public Joseph Pagnol[25].
- Une avenue du général Jouhaud existe à Villeneuve-Loubet (Alpes-Maritimes).